# Людвіг Радермахер
Мартін Людвіг Радермахер (нім. Martin Ludwig Radermacher; 31 жовтня 1867, Зігбург — 28 червня 1952, Відень) — німецько-австрійський класичний філолог, працював професором в університетах Грайфсвальда (1903—1906), Мюнстера (1906—1909) і Відня (1909—1938). Генеральний секретар Австрійської академії наук.

## Життєпис
Людвіг Радермахер був сином Петера Радермахера, викладача педагогічного коледжу, і Катарини (уродженої Мор), його батьки належали до католицької віри. Після відвідування прогімназії в Зігбурзі (1877—1884) Радермахер пішов до Апостольської гімназії в Кельні. Після закінчення гімназії в 1886 році він продовжив навчання в Боннському університеті де спочатку вивчав медицину, апотім класичну філологію та германістику. Серед його найвпливовіших вчителів були германіст Вільгельм Вільманнс і представники Боннської школи класичної філології Франц Бюхелер і Герман Узенер. Крім того, на Радермахера вплинули твори гейдельберзького класика Ервіна Роде. У 1891 році Радермахер здобув докторський ступінь, захистивши дисертацію «Observationes in Euripidem miscellae». Через рік склав державний іспит на вищу педагогічну посаду.
Після закінчення навчання Радермахер спочатку викладав у середній школі в Прюмі. Ще бувши студентом, Герман Узенер радився з ним щодо своїх планів редагувати невеликі твори Діонісія Галікарнаського. У 1895 році Радермахер повернувся до Боннського університету як асистент і здобув там кваліфікацію професора в 1897 році. Після того, як він відхилив запрошення від Чернівецького університету, він відправився на літній семестр 1903 року як доцент у університет Грайфсвальда. Тут він познайомився з античним істориком Отто Шуком, з донькою якого Луїзою Оттілі він одружився в 1904 році. Восени 1906 року Радермахер разом із родиною переїхав до Мюнстера, де став доцентом університету. У 1909 році він отримав посаду у Віденському університеті, де став повним професором класичної філології як наступник Теодора Гомперца.
Радермахер до кінця життя працював у Відні. У 1914 р. він був прийнятий до Австрійської академії наук членом-кореспондентом, у 1915 році він став дійсним членом, у 1918—1929 роках був секретарем, а в 1929—1933 роках — генеральним секретарем. Серед його колег на філологічному семінарі були Ганс фон Арнім, Едмунд Гаулер, Генріх Шенкль, Карл Мрас і Йоганнес Мевальд. Наприкінці вересня 1936 року Радермахер був відправлений у відставку у 69 років, хоча він ще не досяг пенсійного віку. Його звільнили з фінансових причин. Радермахер продовжував викладати як почесний професор ще два семестри. В останні роки свого життя він повністю присвятив себе дослідницькій роботі.
Як ы ыншы преставники Боннської школи, Радермахер працював на основі текстової критики. Він створив фундаментальні видання риторів Діонісія Галікарнаського, Деметрія Фалерського та Квінтіліана. Володіючи глибоким знанням грецької та латинської мов, він писав коментарі до античної поезії та написав твори про грецьку народну мову та койне, які використовуються й сьогодні. Його паралельні розгляди стародавніх міфів і християнських легенд (у зв'язку з фольклором) були новаторськими для міфологознавства 20-го століття. Похований на цвинтарі Feuerhalle Simmering (секція 3, кільце 1, група 2, № 44).
Заслуги Радермахера були відзначені почесними докторськими ступенями Університету Глазго (доктор права, 1932) та Афінського університету (доктор філології, 1937). З 1938 — член-кореспондент Британської академії.